# غارنشینان: عصر جدید
غارنشینان: عصر جدید یا کرودها: عصر جدید (انگلیسی: The Croods: A New Age) (که با نام کرودها ۲ نیز شناخته‌می‌شود) یک پویانمایی رایانه‌ای کمدی ماجراجویی آمریکایی است که توسط دریم‌ورکس انیمیشن تولید و توسط یونیورسال پیکچرز توزیع شده‌است. جوئل کرافورد کارگردان و دن هیگمن، کوین هیگمن، پل فیشر و باب لوگان از نویسندگان این فیلم هستند. این پویانمایی دنباله غارنشین‌ها است. نیکلاس کیج، اما استون، رایان رینولدز، کاترین کینر، کلارک دوک و کلوریس لیچمن نقش‌های قبلی خود را تکرار می‌کنند و پیتر دینکلیج، لزلی من و کلی مری ترن به جمع بازیگران اضافه شده‌اند.
خانواده کرودها ۲ در ۲۵ نوامبر سال ۲۰۲۰ در ایالات متحده منتشر شد. فیلم در برابر بودجه ۶۵ میلیون دلاری در سراسر جهان ۲۱۵ میلیون دلار فروش رفت و منتقدان آن را یک دنباله کاملاً مناسب و عملکرد صداپیشگان تمجید شد. فیلم نامزد جایزه گلدن گلوب بهترین فیلم پویانمایی شد.

## خلاصه داستان
انیمیشن غارنشینان: عصر جدید ماجرای زندگی کرودها کمی پس از قسمت اول انیمیشن غارنشینان را روایت می‌کند؛ این خانواده به جستجوی محل زندگی مناسب‌تری نسبت به گذشته می‌روند و سرانجام در میان درختان انبوه و رودخانه‌های جاری منزل دلخواهشان را پیدا می‌کنند؛ اما آن محل پیش از این توسط خانوادهٔ بهترزاده تصاحب شده‌است؛ خانوادهٔ بترمن انسان‌هایی مدرن‌تر و تکامل یافته‌تر در مقایسه با غارنشینان هستند و قصد ندارند خانهٔ خود را با آن‌ها تقسیم کنند؛ ولی…

## صداپیشگان
- نیکلاس کیج در نقش گراگ کرود، غارنشین و پدر خانواده کرود
- اما استون در نقش ایپ کرود، دختر بزرگ گراگ و معشوقه گای
- رایان رینولدز در نقش گای (پسر)، پسری غارنشین و باهوش که با خانواده کرود زندگی می‌کند.
- کاترین کینر در نقش اوگا کرود، مادر خانواده کرود
- کلارک دوک در نقش تانک کرود، پسر خانواده کرود
- کلوریس لیچمن در نقش گران، پیرزن غارنشین که مادر اوگا و مادربزرگ ایپ، تانک و سندی است.
- لزلی من در نقش هوپ بترمن، مادر خانواده بترمن و همسر فیل
- کلی مری ترن در نقش دان بترمن، تنها فرزند خانواده بترمن که در کودکی با گای دوست بود.
- پیتر دینکلیج در نقش فیل بترمن، پدر خانواده بترمن
- کریس سندرز در نقش کمربند، یک تنبل که حیوان دست‌آموز گای است.
- جیمز رایان در نقش ساش، تنبلی که حیوان دست‌آموز دان است.
- کیلی کرافورد در نقش سندی کرود، دختر پنج‌ساله خانواده کرود

گویندگان فارسی:
علیرضا وارسته در نقش گراگ
راضیه فهیمی در نقش ایپ
محمدرضا صولتی در نقش تانک
آیدین الماسیان در نقش فیل
مینا مؤمنی در نقش هوپ
عرفان هنربخش در نقش پسر
دوبله شده در مؤسسه فرهنگی هنری سورن